# Palais Marymont

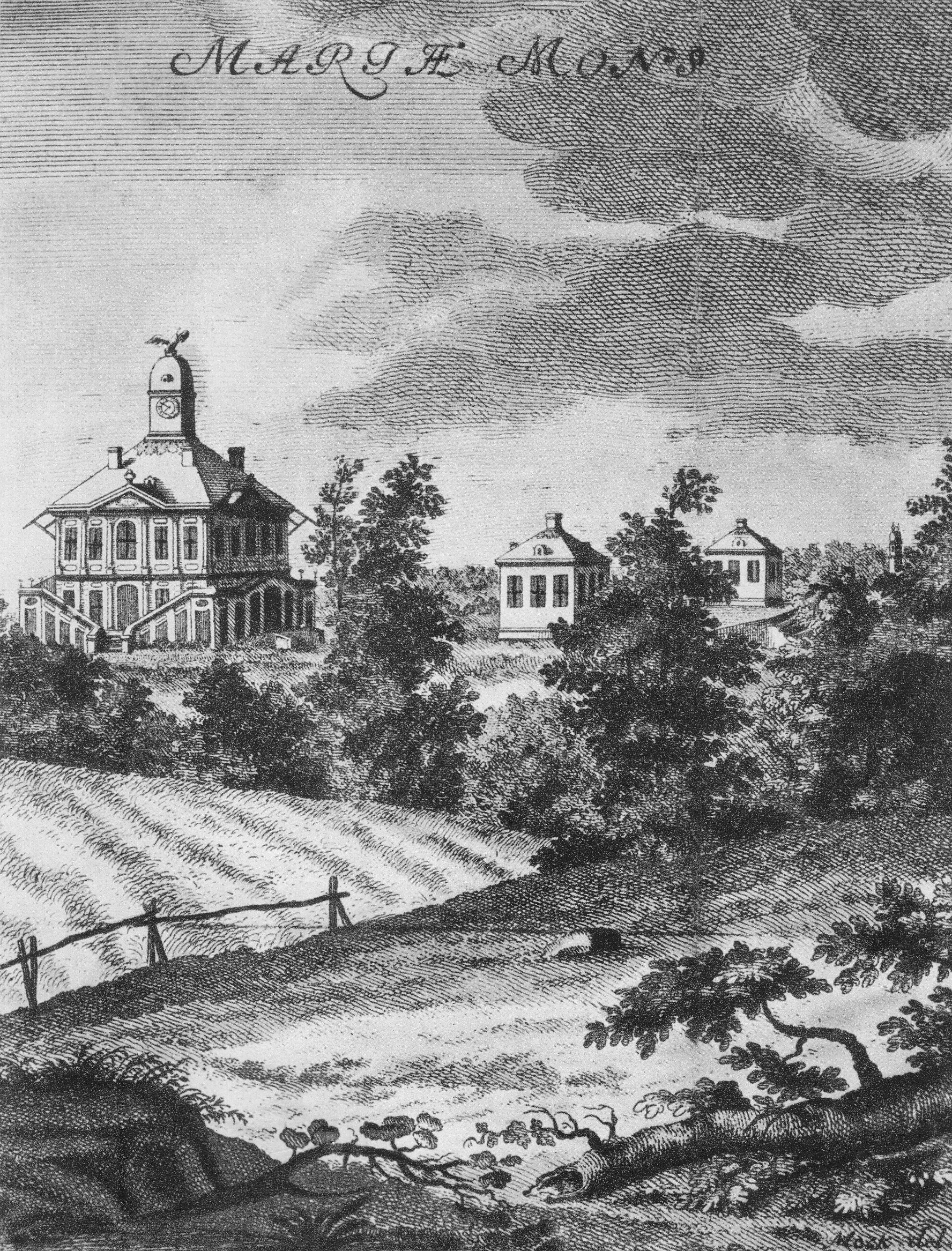
Stich des Marymont-Ensembles von Moritz Bodenehr, nach einer Zeichnung von Johann Samuel Mock in: Christian Heinrich Erndtl, Warsavia physice illustrata, sive de aëre, aquis, locis et incolis Warsaviae… (Dresdae 1730), Nationalbibliothek Warschau

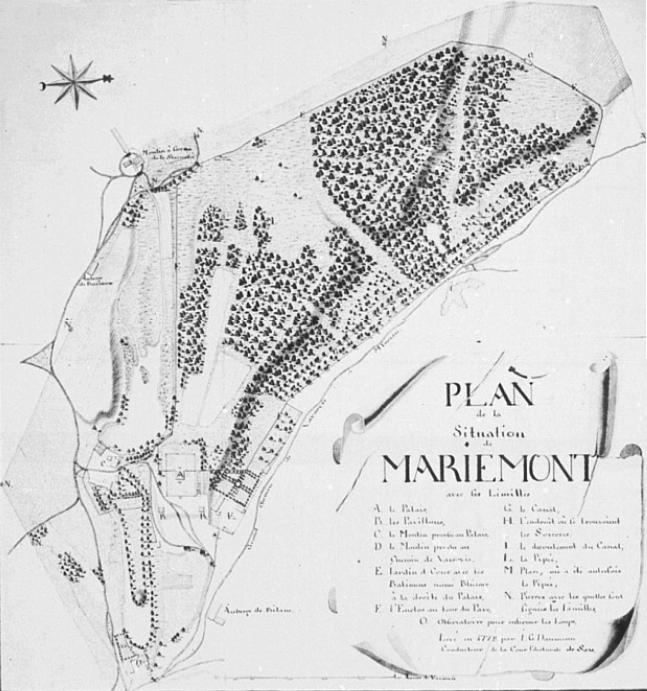
Karte der Anlage von 1778 (Sächsisches Landeshauptarchiv Dresden)

Das Palais Marymont (auch als Sobieski-Palais bezeichnet) war ein im ausgehenden 17. Jahrhundert errichteter kleiner, königlicher Sommersitz außerhalb Warschaus. Er wurde zu sommerlichen Ausflügen und als Basis für Jagden in die Umgebung genutzt. Heute befinden sich an Stelle des Gebäudes und seines Parkes die im Warschauer Norden liegenden Stadtteile Żoliborz und Bielany.

## Geschichte
In den Jahren 1691 bis 1697 errichtete Tylman van Gameren für die Königin Maria Kazimiera, der Ehefrau von Johann III. Sobieski, bei dem damaligen Dorf Pólkowo ein Gebäudeensemble, bestehend aus einer Sommervilla und zwei Pavillons. Die wald- und wildreiche Gegend war vormals ein beliebtes Jagdrevier der Herzöge von Masowien gewesen. Nach der Besitzerin wurde die auf einer Anhöhe der Warschauer Weichselböschung gelegene Anlage als Mont de Marie oder Marie-Mont (Berg der Marie) bezeichnet und später in Marymont polonisiert.
Das auf einem quadratischen Grundriss stehende zweigeschossige, symmetrische Hauptgebäude verfügte über mit Dachgiebeln angedeutete Mittelrisalite auf jeder der mit fünf Fensterachsen und Pilastern ausgestatteten Seite und einen Turm auf der Dachmitte. Die königliche Familie nutzte den Sommersitz ausschließlich zu privaten Anlässen; Johann III. jagte von hier aus.
Im Jahr 1727 erwarb August der Starke die Anlage von den Sobieski-Erben. Er richtete hier einen Zoo ein. Er – wie auch sein Sohn, August III. – nutzte das Anwesen ebenfalls vor allem aus Ausgangspunkt zu Jagden in die nahegelegenen Wälder von Bielany and Kampinos. Später bewohnte auch Stanislaus II. August Poniatowski den Sommersitz. Im 18. Jahrhundert war das Anwesen von Windmühlen umgeben. Während des 19. Jahrhunderts entwickelte die Gegend sich zu einem beliebten Ausflugsort für die Warschauer; eine Fähre und eine Pferdebahn verkehrten hierher. Ab 1818 war ein land- und forstwirtschaftliches Institut (Forstakademie Marymont, mitbegründet von Julius von den Brinken; polnisch: Instytut Agronomiczny) auf der Anlage untergebracht. Ab den 1920er Jahren wurde die Nachbarschaft zu einem Wohngebiet. Während des Zweiten Weltkriegs wurden alle bis dahin erhaltenen Gebäudeteile zerstört.